# Cantone di Laroque-Timbaut
Il Cantone di Laroque-Timbaut era una divisione amministrativa dell'arrondissement di Agen.
È stato soppresso a seguito della riforma complessiva dei cantoni del 2014, che è entrata in vigore con le elezioni dipartimentali del 2015.
Comprendeva i comuni di:
- Cassignas
- Castella
- La Croix-Blanche
- Laroque-Timbaut
- Monbalen
- Saint-Robert
- Sauvagnas
- La Sauvetat-de-Savères